# Brouzet-lès-Alès
Brouzet-lès-Alès (okzitanisch: Broset-d’Alès) ist eine französische Gemeinde mit 681 Einwohnern (Stand: 1. Januar 2022) im Département Gard in der Region Okzitanien (vor 2016 Languedoc-Roussillon). Sie gehört zum Arrondissement Alès und zum Kanton Alès-2.

## Geographie
Brouzet-lès-Alès liegt etwa 13 Kilometer östlich von Alès. Umgeben wird Brouzet-lès-Alès von den Nachbargemeinden Navacelles im Norden, Bouquet im Norden und Nordosten, Seynes im Osten und Südosten, Saint-Just-et-Vacquières im Süden sowie Les Plans im Westen. 

## Bevölkerungsentwicklung
| Jahr                       | 1962 | 1968 | 1975 | 1982 | 1990 | 1999 | 2006 | 2020 |
| -------------------------- | ---- | ---- | ---- | ---- | ---- | ---- | ---- | ---- |
| Einwohner                  | 319  | 342  | 343  | 348  | 392  | 436  | 555  | 678  |
| Quellen: Cassini und INSEE |      |      |      |      |      |      |      |      |

## Sehenswürdigkeiten
- katholische Kirche
- protestantische Kirche
- Aussichtsturm auf dem 629 m hohen Mont Bouquet